# Ernst Bischoff (Altphilologe)
Ernst Bischoff (* 2. Mai 1858 in Leipzig; † 16. Mai 1922 ebenda) war ein deutscher Klassischer Philologe und Gymnasiallehrer, der ab 1884 am Nicolaigymnasium wirkte. Er ist besonders durch Studien zum griechischen Kalenderwesen hervorgetreten.

## Leben und Werk
Ernst Bischoff, der Sohn des Oberpostsekretärs Wilhelm Bischoff, besuchte zunächst die Bürgerschule, dann von 1870 bis 1879 das Leipziger Nicolaigymnasium. Auf Anregung seiner Lehrer studierte er anschließend Klassische Philologie an der Universität Leipzig. Dort gehörte er dem Philologischen Proseminar und Seminar unter Ludwig Lange und Otto Ribbeck an. Er hörte auch germanistische Vorlesungen bei Eduard Zarncke, pädagogische bei Friedrich August Eckstein und archäologische bei Lange und Justus Hermann Lipsius; Letzterer führte Bischoff auch in die Epigraphik ein, die für seine wissenschaftliche Entwicklung von großer Bedeutung war. Am 5. August 1884 wurde er mit der Dissertation De fastis Graecorum antiquioribus zum Dr. phil. promoviert, die in den Leipziger Studien zur classischen Philologie erschien. Am 24. Oktober 1884 bestand Bischoff das Lehramtsexamen in den Fächern Griechisch, Latein und Deutsch.
Nach dem Studium kehrte Bischoff zum 1. Dezember 1884 als Probekandidat an das Nicolaigymnasium zurück, wo er seine gesamte Laufbahn verbrachte. Er unterrichtete außer Deutsch, Griechisch und Latein noch gelegentlich Geographie, Geschichte und Schreiben. Ostern 1885 wurde Bischoff zum außeretatmäßigen Ordinarius der Sexta ernannt; zum 1. Juli 1888 wurde er etatmäßig angestellt und am 1. Juli 1891 zum Oberlehrer befördert. Ab Michaelis 1888 verwaltete er außerdem die Schülerbibliothek für die unteren Klassen des Gymnasiums. 1903 wurde er zum Gymnasialprofessor ernannt.
Als Gymnasiallehrer blieb Bischoff weiterhin wissenschaftlich tätig. Sein Forschungsschwerpunkt, bedingt durch den Einfluss seines akademischen Lehrers Lipsius, war das griechische Kalenderwesen, dessen Kenntnis im 19. Jahrhundert durch die zahlreiche Neufunde von Inschriften große Fortschritte gemacht hatte. Besonders die Kalender der außerattischen Städte waren zuvor nur ungenügend bekannt gewesen. Bischoff versammelte bereits in seiner umfangreichen Doktorarbeit zahlreiche Zeugnisse und veröffentlichte in Fachzeitschriften mehrere Einzelstudien zum griechischen Kalenderwesen, unter anderem in einer Festschrift für Justus Hermann Lipsius. Diesen unterstützte Bischoff auch bei der Überarbeitung eines Standardwerks, der 4. Auflage von Georg Friedrich Schömanns Griechischen Altertümern: Im zweiten Band dieses Werks (Die internationalen Verhältnisse und die Religionswesen) überarbeitete Bischoff das Kapitel zu den Staatskulten und -festen (S. 454–568). Ab 1910 verfasste Bischoff zahlreiche Artikel über griechische Monatsnamen für Paulys Realenzyklopädie der klassischen Altertumswissenschaft (RE).
Außerdem verfasste Bischoff eine Schrift über Das Lehrerkollegium des Nicolaigymnasiums in Leipzig 1816–1896/97 (Leipzig 1897), in der er Kurzbiografien der Lehrer von 1816 bis 1896 gab. Das Werk ist eine wichtige Quelle für die Geschichte dieses Gymnasiums im 19. Jahrhundert.

## Schriften (Auswahl)
- De fastis Graecorum antiquioribus. Leipzig 1884 (Leipziger Studien zur classischen Philologie 7, S. 313–416; = Dissertation)
- Das Lehrerkollegium des Nicolaigymnasiums in Leipzig 1816–1896/97: Biographisch-bibliographische Beiträge zur Schulgeschichte. Leipzig 1897 (darin auch autobiografische Angaben, S. 51; Digitalisat)